# Helmer Julius Hanssen
Helmer Julius Hanssen (Andøy, 1870 – 1956) è stato un navigatore ed esploratore norvegese ed uno dei primi cinque uomini ad aver raggiunto il Polo Sud con la spedizione Amundsen.
Nato a Risøyhavn, un villaggio del comune di Andøy nella parte più settentrionale della Norvegia, Hanssen diventa un abile navigatore in acque ghiacciate grazie alla sua attività di caccia alla foca intorno all'isola di Spitsbergen.
Dal 1903 al 1905 partecipa alla vittoriosa spedizione di Roald Amundsen alla ricerca di passaggio a nord-ovest nel ruolo di secondo della nave Gjøa. Nella spedizione impara dagli Inuit come guidare i cani da slitta.
Nel 1910 si unisce alla spedizione di Amundsen verso il Polo Sud.
Ormai esperto pilota di cani da slitta, ricopre anche il ruolo di navigatore portando bussola magnetica e sestante nel suo equipaggiamento.
Insieme a Roald Amundsen, Olav Bjaaland, Oscar Wisting, e Sverre Hassel raggiunge il Polo il 14 dicembre 1911.
Durante la permanenza del gruppo a Polheim si crede che Hanssen sia passato a meno di 700 metri dal punto esatto del Polo Sud.
Nel 1919 è ancora una volta con Amundsen come capitano nella nave Maud alla ricerca del passaggio a nord-est.
Helmer Julius Hanssen è stato insignito del titolo di cavaliere di seconda classe di San Olav per le sue eccezionali doti di navigatore dimostrate durante le spedizioni di Amundsen.